# Banque publique
Une banque publique est une société bancaire dont l'État ou des acteurs publics sont propriétaires. C'est donc une société sous contrôle de l'État. On retrouve des banques publiques dès l'Antiquité comme sous l’Égypte lagide. 

## Utilisation des banques publiques
Les banques publiques/d’États ont des fonctions multiples à travers le temps. Leur point commun est d'aider l’État qui les utilise à maitriser son économie. Dans le cadre de l’Égypte Ptolémaïque, la banque royale servait par exemple à diffuser la monnaie dans un pays encore peu monétarisé et à centraliser la collecte des taxes dans des établissements de l’État et non pas entre les mains de particuliers.
A d'autres périodes et lieux, elle peut obtenir d'autres fonctions ou en perdre selon les circonstances. Ainsi de nos jours en France, les banques publiques ne collectent pas les impôts.

## Controverses idéologiques
Le principe de banque publique est remis en cause par les tenants d'une économie libérale. Ceux-ci estiment que la banque publique empêche le libre échange et permet à l’État d'avoir une trop grosse mainmise sur la société. Les militants les plus radicaux de cette mouvance vont jusqu'à qualifier abusivement de « totalitaires » les pays ayant des banques publiques.
De leur côté, des opposants au libéralisme réclament plus de pouvoir à ces banques d’États, estimant que le contrôle bancaire d'un pays n'a pas à être totalement entre les mains de particuliers, voire dans le cadre du socialisme entièrement entre les mains de la force publique ou du peuple (dans le sens de forces productives).

## Banques publiques par État

### Algérie
- Banque nationale d'Algérie (BNA)
- Banque extérieure d'Algérie (BEA)
- Banque de développement local (BDL)
- Crédit populaire d'Algérie (CPA)
- Banque de l'agriculture et du développement rural (BADR)
- Caisse nationale d'épargne et de prévoyance-Banque (CNEP-Banque)

### Allemagne
- Kreditanstalt für Wiederaufbau (KFW)

### Brésil
- Banco do Brasil
- Caixa Econômica Federal

### France
Source
- La Banque postale (créée le 1er janvier 2006 par transfert des services financiers de La Poste)
- Caisse des dépôts et consignations
- Crédit municipal de Paris
- Bpifrance

### Luxembourg
- Spuerkeess (Caisse d'Épargne de l'État)

### Portugal
- Caixa Geral de Depósitos (CGD)

### Russie
- Vnesheconombank (VEB)